# La Forêt (film)
Pour les articles homonymes, voir La Forêt.
Pour plus de détails, voir Fiche technique et Distribution.
La Forêt (Лес) est un film soviétique réalisé par Vladimir Motyl, sorti en 1980,.

## Fiche technique
- Photographie : Vladimir Iline
- Musique : Alexandre Jourbine
- Décors : Valeri Kostrine